# روبرت هوراس بيكر
روبرت هوراس بيكر (بالإنجليزية: Robert Horace Baker)‏ هو عالم فلك أمريكي، ولد في 29 مارس 1883 في نورثهامبتون في الولايات المتحدة، وتوفي في 23 يونيو 1964.